# Ron Clements
Ronald Francis "Ron" Clements  (Sioux City, Iowa, 25 de Abril de 1953) é um cineasta e animador americano que fez os filmes da Walt Disney Pictures juntamente com o seu parceiro John Musker.
Eles fizeram a parceria Musker/Clements:
- Rato Basílio, o Grande Mestre dos Detectives (The Great Mouse Detective) (1986)
- A Pequena Sereia (The Little Mermaid) (1989)
- Aladdin (Aladdin) (1992)
- Hércules (Hercules) (1997)
- O Planeta do Tesouro (Treasure Planet) (2002)
- A Princesa e o Sapo (The Princess and the Frog) (2009)
- Vaiana (Moana) (2016)